# عدوى مرافقة
في علم الطفيليات تُعرف العدوى المرافِقَة (/ˌkoʊɪnˈfɛkʃən/) بأنها العدوى المتزامنة لـمضيف بـأنواع متعددة من الممارض. وفي علم الفيروسات تتضمن العدوى المرافقة الإصابة المتزامنة لـخلية واحدة باثنين أو أكثر من الجسيمات الفيروسية. ومن أمثلة ذلك إصابة خلايا الكبد بـالتهاب الكبد الفيروسي ب والتهاب الكبد الفيروسي د اللذين قد يظهران بصورة تراكمية تبدأ بعدوى أولية يعقبها عدوى إضافية.
لا يُعرف مدى الانتشار العالمي أو معدل وقوع العدوى المرافقة في الإنسان ولكن يعتقد البعض بأنها في نطاق المعدلات الطبيعية وأحيانًا يكون معدل انتشارها أكثر من العدوى المفردة. ويصاب 800 مليون شخص تقريبًا في أنحاء العالم بعدوى الدودة الطفيلية المرافقة.
وللعدوى المرافقة تأثير خاص على حياة الإنسان لأن الأنواع الممراضة يمكنها أن تتفاعل داخل جسم المضيف. ويعتقد البعض بأن صافي تأثير العدوى المرافقة على صحة الإنسان يسفر عن نتيجة سلبية. وقد يكون للتفاعلات نتيجة إيجابية أو سلبية على أي نوع من الأنواع الطفيلية المرافِقَة. ففي حال التفاعلات الطفيلية الإيجابية، يزداد معدل انتقال المرض وتقدمه وهذا هو ما يعرف بـالترافق بين المرض والمجتمع. ومن بين التفاعلات الطفيلية السلبية ما يعرف بالتداخل الميكروبي الذي يحدث عندما تتمكن الأنواع البكتيرية من كبح فعل فوعة أو استعمار بكتيريا أخرى ومن أمثلة ذلك كبح الزائفة الزنجارية لتشكل مستعمرة العنقودية الذهبية. إلا أن الأنماط العامة للتفاعلات البيئية بين الأنواع الطفيلية لم تحدد بعد، حتى الأنماط المشهورة للعدوى المرافقة التي تحدث بين الأمراض المنقولة جنسيًا.
ومن أشهر أنواع العدوى المرافقة على مستوى العالم السل وفيروس العوز المناعي البشري. وفي بعض البلدان يُصاب 80% من مرضى السل بفيروس العوز المناعي البشري. ويحتمل أن تكون ديناميكية ارتباط هذين المرضَين المُعديين معروفة منذ عشرات السنين. ومن الأمثلة المشهورة للعدوى المرافقة متلازمة العوز المناعي المكتسب التي تنطوي على مرافقة الطفيليات الانتهازية لـفيروس العوز المناعي البشري ومرافقة أمراض أخرى للإصابات متعددة الميكروبات مثل داء لايم.

## وصلات خارجية
- Global Health Council page on coinfection